# Elisabeth Schroedter

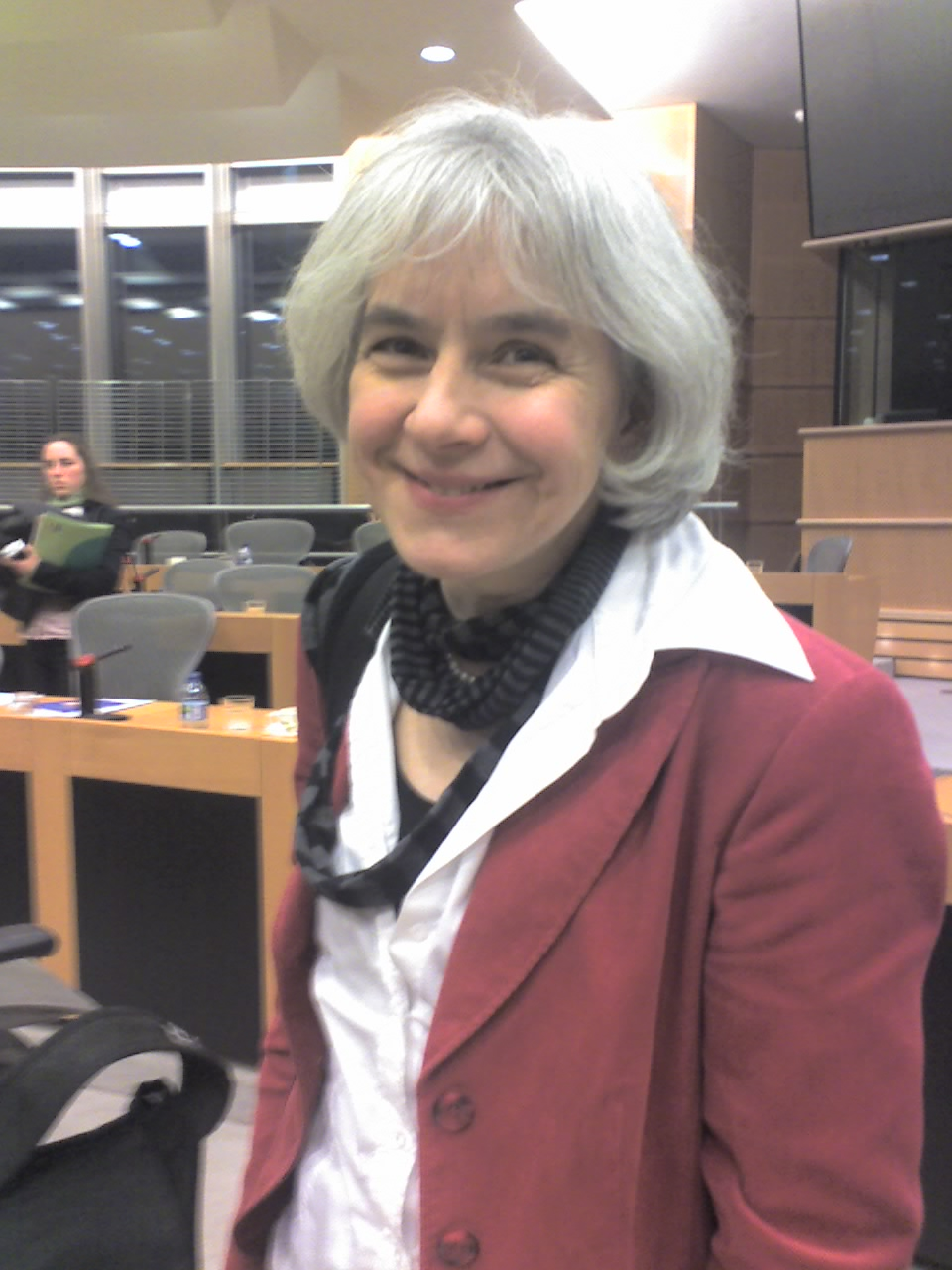
Elisabeth Schroedter in Brüssel (2008)

Elisabeth Schroedter (* 11. März 1959 in Dresden) ist eine deutsche Politikerin und war von 1994 bis 2014 Abgeordnete im Europäischen Parlament für Bündnis 90/Die Grünen.

## Leben
Nach dem Besuch der Polytechnischen Oberschule absolvierte Elisabeth Schroedter Ausbildungen zur medizinisch-technischen Assistentin, Umweltberaterin und Pädagogin.

### Politische Laufbahn
Ihr politisches Engagement begann Elisabeth Schroedter als Jugendliche in der DDR-Oppositionsbewegung. 1989 trat sie der Bürgerrechtsbewegung Neues Forum bei, die die Wendezeit in der DDR wesentlich mitprägte.
Anfang 1990 wurde sie Mitglied der Grünen Partei in der DDR, die im Dezember 1990 mit den westdeutschen Grünen fusionierte. Zudem war Elisabeth Schroedter 1991 Gründerin Vereins für grün-bürgerbewegte Kommunalpolitik Brandenburg, deren Sprecherin sie viele Jahre war.
Sie ist seit 1990 Mitglied in der Grünen Liga, einem Netzwerk ostdeutscher Umweltinitiativen. Aufgrund ihrer Erfahrungen im umweltpolitischen Bereich wurde sie 1992 in den Umweltbeirat des ersten Umweltministeriums im Land Brandenburg berufen. Von 1990 bis 1993 gehörte sie außerdem der Gemeindevertretung von Langerwisch an.

### Arbeit im Europäischen Parlament
Mit der ersten Europawahl für die „Neuen Länder“ 1994 zog Elisabeth Schroedter für Bündnis 90/Die Grünen ins Europäische Parlament ein. Sie war Mitglied der Fraktion Grüne/Efa.
Von 1994 bis 1996 war sie Präsidentin, von 1999 bis 2004 Vizepräsidentin der Delegation für die Beziehungen zur Ukraine, zu Moldawien und Belarus. Sie war zu dieser Zeit im Außenpolitischen Ausschuss tätig und gestaltete den Erweiterungsprozess der EU mit. In dem Zusammenhang war sie von 1999 bis 2004 als stellvertretendes Mitglied der Delegation im gemischten parlamentarischen Ausschuss EU-Polen aktiv und Berichterstatterin für den Beitrittsprozess in Lettland.
Ab 2004 engagierte sich stärker als zu zuvor in der europäischen Regionalpolitik sowie in der Beschäftigungs- und Sozialpolitik und war Mitglied in den zuständigen Ausschüssen. Als Mitglied der Delegation im Parlamentarischen Kooperationsausschuss EU-Republik Moldova und Mitglied der Delegation für die Beziehungen zu Belarus war sie bis zum Ende ihrer Amtszeit ebenfalls in der parlamentarischen Versammlung für EURO-NEST und führte so ihre Arbeit in der EU-Nachbarschaftspolitik weiter.
Nach ihrem Wiedereinzug im Jahr 2009 wurde sie zur Vizepräsidentin des Ausschusses für Beschäftigung und soziale Angelegenheiten gewählt und ist dort eine Verfechterin von gemeinsamen sozialen Mindeststandards in der EU. Schwerpunkte ihre Arbeit setzte sie deshalb dort, wo die EU grundlegende Regeln für die Arbeitsbedingungen und den sozialen Schutz der Arbeitnehmer festlegt. So arbeitet sie an den Themen Entsenderichtlinie und Arbeitszeitrichtlinie mit. Sie verfasste zudem einen Initiativbericht zu Green Jobs und warb in dem Zusammenhang für das Ausnutzen des Beschäftigungspotentials einer nachhaltigen Wirtschaftsweise in der EU. Gleichzeitig setzte sie sich dafür ein, dass diese neuen Beschäftigungsmöglichkeiten gute Arbeit sind und der Dialog zwischen den Sozialpartnern in den neuen Branchen der ökologischen Energiewende gestärkt wird.
Im Ausschuss für regionale Entwicklung arbeitete sie federführend für die Fraktion der Grünen an der Strukturfondsreform für den Zeitraum 2014–2020 und wurde in die zuständigen Arbeitsgruppen des Parlaments delegiert.
Bei der Listenaufstellung der Partei bei der Bundesdelegiertenkonferenz am 8. Februar 2014 in Dresden unterlag sie in der Kandidatur um Listenplatz 5 mit 19,36 % gegen Barbara Lochbihler. Für einen weiteren Listenplatz kandidierte sie nicht mehr und schied damit aus dem Europäischen Parlament aus.

### Persönliches
Elisabeth Schroedter ist Mutter von drei Söhnen.

## Ehrungen
2002 wurde Elisabeth Schroedter mit dem Bundesverdienstkreuz am Bande für ihr Engagement während der Wende 1989/90 gewürdigt.

## Schriften
Selbstständige Veröffentlichungen
- Wenn's Ihnen stinkt... Eine Handreichung für Bürgerinnen und Bürger, die von Massentierhaltung die Nase voll haben. April 2014 hier.
- Die Europäische Jugendgarantie. Stand Juni 2013 hier.
- Elektronische Newsletter zur Abgeordnetentätigkeit. hier.
- Europa sozial, Newsletter mit Berichten und Hintergrundinformationen über die Arbeit im Beschäftigungs- und Sozialausschuss, erscheint 3-mal im Jahr und wird kostenlos zugesandt. hier.
- Green Jobs. The opportunity for the European labour market. Mai 2011.
- Grüne Jobs, Chancen für den europäischen Arbeitsmarkt. Dezember 2010.
- Green New Deal konkret. Grüne Jobs. Die Chance für den europäischen Arbeitsmarkt. Dezember 2010.
- Den demographischen Wandel in Europa gestalten. Grüne Handlungsstrategien. Januar 2009.
- Das Allgemeine Gleichbehandlungsgesetz (AGG) im Spiegel der europäischen Antidiskriminierungspolitik. September 2007.
- Kommunale Handlungsmöglichkeiten gegen Rechtsextremismus. Erste Auflage Mai 2006, zweite Auflage September 2008.
- Der demografische Wandel hat ein weibliches Gesicht. Probleme und Lösungen aus der Genderperspektive. Juni 2007.
- Raus von Zuhaus, rein ins Leben. Europäischer Freiwilligendienst, eine Alternative zum Zivildienst? Oktober 2006.
- An den neuen Grenzen von Europa. Begegnungen auf einer Reise durch die Karpaten. Mai 2003.
- Der Agenda auf die Sprünge geholfen. Ein Wegweiser für Akteure der lokalen Agenda 21 und solche, die es werden wollen. September 2003 (Strukturförderperiode 2000–2006).
- Zieht Europa die Brücken hoch? Europäische Asyl- und Immigrationspolitik in der Debatte. Dokumentation, Mai 2002.
- So kann’s gehen. Europäische Fonds unterstützen lokale Projekte. (Beschreibung von Erfolgsprojekten in der Strukturförderperiode 1994–1999). Potsdam/Brüssel 1999.

Veröffentlichungen in Sammelbänden u. ä.
- „Europa und Internationales“ in Stadt – Land – Grün Handbuch für Alternative Kommunalpolitik, Hrsg. Rita a. Herrmann, Gerald Munier, Verein zur Förderung kommunalpolitischer Arbeit – Alternative Kommunalpolitik in Zusammenarbeit mit der Heinrich-Böll-Stiftung, Bielefeld 2008.
- „Werkstätten erleichtern die Integration“ (Soziale Dienste im Spannungsfeld zwischen Binnenmarkt und sozialen Auftrag) in Werkstatt: Dialog: Kräfte bündeln für Europa (Hrsg.) Bundesarbeitsgemeinschaft Werkstätten für behinderte Menschen e.V., Frankfurt am Main, 2/2007
- „Starke Demokraten sind das beste Mittel“, Kommunale Handlungsmöglichkeiten gegen Rechts, im AKP-Magazin 1/2006, Bielefeld 2006.
- „Chancengleichheit als Antwort“ Geschlechterspezifische Aspekte des demografischen Wandels in Europa-Kommunal 5/2006, Hrsg. RGRE, Köln 2006.
- „Gesundheitsdienstleistungen in der Europäischen Union im Spannungsfeld von Wettbewerb und Daseinsvorsorge (Perspektiven des europäischen Gesundheitsmarktes aus Sicht der Grünen)“ in Wettbewerb und Solidarität im Europäischen Gesundheitsmarkt (Hrsg.) Norbert Klusen/Andreas Meusch, Nomosverlag, Baden-Baden 2006.
- „Das Europäische Parlament steht zur Beitrittsperspektive für die Türkei“ in Politische Beiträge gesammelte Standpunkte und Meinungen zum politischen Geschehen 2003, Hrsg. Alexander Bilgeri, Klemens Joos, Münster 2004.
- „Gender-Perspektive im Erweiterungsprozess“ in Was bringt Europa den Frauen Feministische Beiträge zu Chancen und Defizite der Europäischen Union, Hrsg.: Ulrike Allroggen, Tanja Berger, Birgit Erbe, Hamburg 2002.
- „Einbindung von Gender Mainstreaming in die politischen Konzepte und Maßnahmen der EU“ in Gender Mainstreaming (Hrsg.) Fraktion Bündnis 90/Die Grünen im Landtag Nordrhein-Westfalen, Dokumentation einer Veranstaltung, Oktober 2000.